# Rosir Calderón Díaz
Rosir Calderón Diaz (ur. 28 grudnia 1984 w Hawanie) – kubańska siatkarka, występująca na pozycji atakującej bądź przyjmującej. W 2004 roku wraz z reprezentacją Kuby zdobyła brązowy medal Igrzysk Olimpijskich. Rosir jest jedną z najwyżej skaczących siatkarek na świecie.

## Życie prywatne
Jest córką zmarłego 18 czerwca 2009 roku – Luisa Felipe Calderóna, wieloletniego trenera. Po zakończeniu sezonu 2008/2009 Rosir Calderon miała osiemnastomiesięczną przerwę spowodowaną narodzinami dziecka. Siatkarka cierpi na astmę.

## Sukcesy reprezentacyjne
Grand Prix:
- 2004, 2008

Igrzyska Olimpijskie:
- 2004

Volley Masters Montreux:
- 2007

Igrzyska Panamerykańskie:
- 2007

Puchar Panamerykański:
- 2007

Mistrzostwa Ameryki Północnej:
- 2007

## Sukcesy klubowe
Superpuchar Szwajcarii:
- 2010, 2017

Puchar Szwajcarii:
- 2011, 2018

Liga szwajcarska:
- 2011

Puchar CEV:
- 2015
- 2012

Liga turecka:
- 2013, 2016

Puchar Rosji:
- 2014

Klubowe Mistrzostwa Świata:
- 2015

Puchar Grecji:
- 2023[4]

## Nagrody indywidualne
- 2005: Najlepsza atakująca Grand Prix
- 2006: Najlepsza atakująca Mistrzostw Świata
- 2007: Najlepsza atakująca turnieju Volley Masters Montreux
- 2008: Najlepsza atakująca Igrzysk Olimpijskich
- 2013: Najlepsza atakująca Final Four Ligi Mistrzyń